# Pauini (kommun)
Pauini är en kommun i Brasilien.   Den ligger i delstaten Amazonas, i den västra delen av landet, 2 400 km väster om huvudstaden Brasília. Antalet invånare är 18 153.
Följande samhällen finns i Pauini:
- Pauini

I omgivningarna runt Pauini växer i huvudsak städsegrön lövskog. Trakten runt Pauini är nära nog obefolkad, med mindre än två invånare per kvadratkilometer.